# Still a Sigure Virgin?
Still a Sigure Virgin (na obalu stylizováno jako still a Sigure virgin?) je čtvrté album japonské skupiny Ling Tosite Sigure, vydané 22. září 2010.

## Podpora
Ke konci ledna 2010 skupina podnikla tour nazvanou podle první písně na albu, "I Was Music." Tour obsahovalo 26 zastávek a skončilo 17. dubna. Skupina též absorbovala čtyřdenní tour ve Velké Británii, kdy hráli na The Great Escape festivalu v Brightonu a dva samostatné koncerty v Londýně. Po vydání alba, skupina vystupovala v Japonsku s tour pod názvem Virgin Killer.
Vydali několik videoklipů na podporu alba. Byly natočeny videoklipy k "I Was Music" a k "illusion Is Mine". Natáčení "I Was Music" proběhlo na jeden zátah.

## Seznam skladeb
Hudbu složil(i) Tōru "TK" Kitajima. 
| Pořadí         | Název                                    | Délka |
| -------------- | ---------------------------------------- | ----- |
| 1.             | I Was Music                              | 3:09  |
| 2.             | Secret G (シークレットＧ, Shīkuretto Jī) | 4:10  |
| 3.             | Shandy (シャンディ, Shandi)              | 4:30  |
| 4.             | This Is Is This?                         | 4:22  |
| 5.             | A Symmetry                               | 4:51  |
| 6.             | eF                                       | 4:48  |
| 7.             | Can You Kill a Secret?                   | 3:08  |
| 8.             | Replica                                  | 4:09  |
| 9.             | Illusion Is Mine                         | 4:03  |
| Celková délka: | Celková délka:                           | 37:10 |

## Umístění
| Žebříček (2010)      | Pozice |
| -------------------- | ------ |
| Oricon denní album   | 1      |
| Oricon týdenní album | 1      |

### Nahlášené prodeje
| Pozice                 | Množství |
| ---------------------- | -------- |
| Oricon fyzické prodeje | 45,000   |

## Vydání
| Stát     | Datum          | Formát    |
| -------- | -------------- | --------- |
| Japonsko | 22. září, 2010 | CD        |
| Japonsko | 9. října, 2010 | Rental CD |